# Capitol Collectors Series
Capitol Collectors Series è un album di raccolta del gruppo musicale statunitense Raspberries, pubblicato nel 1991. Il brano contiene brani registrati tra il 1972 ed il 1974.

## Tracce
1. Go All the Way
2. Come Around And See Me
3. I Saw The Light
4. Don't Want To Say Goodbye
5. I Wanna Be With You
6. Let's Pretend
7. I Reach For The Light
8. Nobody Knows
9. If You Change Your Mind
10. Drivin' Around
11. Tonight
12. Last Dance
13. Hard To Get Over A Heartbreak
14. I'm A Rocker
15. Ecstasy
16. Overnight Sensation
17. Party's Over
18. Rose Coloured Glasses
19. Cruisin' Music
20. Starting Over
21. Promo Spot #1 (CD only)
22. Promo Spot #2 (CD only)